# Thuyết M
Thuyết M (đôi khi được gọi Thuyết U) là một kết quả đề xuất cho một thuyết thống nhất sau cùng, thuyết vạn vật, ở đó kết hợp cả năm dạng thuyết siêu dây và siêu hấp dẫn 11 chiều lại với nhau của nhà vật lý danh tiếng Stephen Hawking. Thuyết M đang trong quá trình xây dựng, các công cụ toán học của nó vẫn chưa được ra đời, tuy vậy, các nhà vật lý đặt rất nhiều hy vọng vào thuyết này. Có người cho rằng, chữ cái M xuất phát từ chữ mother nghĩa là "mẹ", có người lại cho rằng M biểu trưng cho tính "ma thuật" (magic) và còn gọi nó là thuyết Ma, tuy vậy nguồn gốc ban đầu của chữ cái M này vẫn không được biết rõ.

## Liên hệ giữa thuyết M với siêu dây, siêu hấp dẫn
Thuyết M có nhiều mẫu hình học nền khác nhau, gắn liền với sự khác nhau của các thuyết siêu dây. Sự khác nhau này được phân định bởi nguyên lý của đối ngẫu. Hai thuyết vật lý là đối ngẫu của nhau nếu chúng có cùng một tính chất vật lý thông qua một bước biến đổi toán học nhất định.
Siêu dây dạng IIA và IIB quan hệ với nhau bởi đối ngẫu T, hay còn được gọi là các thuyết Heterotic. Dạng I và Heterotic SO(32) quan hệ với nhau bởi đối ngẫu S. Dạng IIB còn là đối ngẫu S của chính nó.
- Các thuyết dạng II đều có 2 siêu đối xứng trong không gian 10 chiều, các thuyết còn lại chỉ có 1.
- Dạng I đặc biệt ở chỗ nó dựa trên các dây đóng, không có xu hướng mở.
- 4 dạng còn lại dựa trên các dây có xu hướng đóng.
- Dạng IIA đặc biệt ở chỗ tính chẵn lẻ (parity) được bảo toàn.
- 4 dạng còn lại, tính chắn lẻ bị phá vỡ.

Trong tất cả các dạng, chiều không gian thứ 11 đều trở nên lớn tại điểm strong coupling (cặp mạnh). Với dạng IIA, chiều không gian thứ 11 là một vòng tròn. Trong trường hợp heterotic (HE) nó là một đoạn thẳng và làm cho không-thời gian có 11 chiều chuyển thành 2 không gian có 10 chiều và có biên. Tính chất cặp mạnh ở đó giới hạn việc các dây chuyển sang không-thời gian với 11 chiều.
Lịch sử không-thời gian của một dây có thể được biểu diễn bởi các hàm số toán học như
{\displaystyle X^{\mu }(\sigma ,\tau )}
ở đó miêu tả việc làm sao các trục tọa độ 2 chiều (σ,τ) của dây được phác họa trong không-thời gian {\displaystyle X^{\mu }}. Một giải thích, dựa theo hàm này, cho rằng chiều thứ 11 luôn luôn hiện hữu nhưng bị ẩn vì bán kính của chiều thứ 11 tỉ lệ với hằng số cặp của dây. Một giải thích khác cho rằng các chiều của không-thời gian không phải là cơ sở căn bản của thuyết M.

## Các đặc điểm của thuyết M
Thuyết M không hoàn toàn là các dây, mà nó còn mở rộng thành các màng. Những màng này được gọi là màng P miêu tả số chiều không gian, ví dụ màng 1 là 1 dây, màng 2 là một màng, màng 3 là một khối... Các vật thể đa chiều luôn luôn hiện hữu trong thuyết siêu dây, nhưng không được nghiên cứu trước cuộc Cách mạng Siêu dây lần thứ 2 bởi bản chất không nhiễu loạn (non-perturbative) của chúng.
Một trường hợp đặc biệt của màng P là màng Dp, hay còn gọi là màng D, tên này bắt nguồn từ kết quả điều kiện biên Dirichlet, và được gắn với mỗi đầu dây mở trong siêu dây dạng I.
Các dây mở dạng I có thể có đầu dây thỏa mãn điều kiện biên Neumann. Dưới điều kiện này, các đầu của dây là tự do, nhưng không có động lượng nào có thể vào hoặc ra khỏi một dây.

## Đối ngẫu
Đối ngẫu là tính chất quan trọng, miêu tả sự đối xứng của thuyết dây. Có những loại đối ngẫu như, đối ngẫu T, đối ngẫu S và đối ngẫu U.
Đối ngẫu T là loại đối ngẫu liên hợp trực tiếp đến hai loại hạt sinh ra khi dây quấn xung quanh chiều cuốn. Một loại hạt (thường gọi là hạt "dao động") là tương đương với những hạt được tiên đoán trong lý thuyết Kaluza-Klein và xuất hiện do những dao động của vòng dây. Hạt có năng lượng càng lớn nếu vòng dây càng nhỏ. Ngoài ra nếu dây có thể quấn nhiều vòng xung quanh chiều cuốn thì năng lượng của hạt càng tăng lên. Đối ngẫu T suy ra rằng các hạt cuốn của một vòng bán kính R là tương tự như các hạt dao động với bán kính 1/R và ngược lại. Với các nhà vật lý, tập hợp hai loại hai là không thể phân biệt.
Đối ngẫu S là đối ngẫu giữa cặp mạnh-yếu, đó là sử tương đồng của 2 thuyết trường lượng tử, thuyết dây hay là thuyết M. Đối ngẫu S biến đổi các biểu đồ trạng thái và chân không cùng với hằng số cặp g sang các trạng thái và chân không của hằng số cặp nghịch đảo 1/g, theo quy tắc đối ngẫu.
Đối ngẫu U là sự kết hợp của cả hai đối ngẫu T và đối ngẫu S. Chữ cái U bắt nguồn từ chữ union có nghĩa là "hợp". Đối ngẫu này được xác định bởi các không gian nền xác định, hay còn gọi là các tôpô đa tạp.